# Gold Point
Gold Point é uma cidade fantasma no condado de Esmeralda, estado do Nevada, nos Estados Unidos.

## História
O local onde está hoje Gold Point era conhecido originalmente como  "Lime Point".  e começou  a ser povoado em 1880. Esse campo mineiro foi abandonado em 1882. Vinte anos foram feitas novas descobertas de depósitos de prata e ouro  em Goldfield e Tonopah e alguns mineiros voltaram a Lime Point à procura de minério.. Em março de 1908, uma greve dos mineiros da mina da levou à criação de um novo campo mineiro, batizado então de Hornsilver (cloreto de prata), era o nascimento da atual Gold Point.. Além da prata foi descoberto ouro. Em maio de 1908 surgiu foi publicado um jornal na localidade "Hornsilver magazine" e na semana seguinte foi aberta a estação de correios.A localidade viria a ter um maior impulso a partir de 1927, ano em que um mineiro  J.W. Dunfee este em Hornsilver com o objetivo de descobrir ouro e achou uma grande quantidade, a partir de então começou a ser achado mais ouro que prata e em 1929 o nome da localidade foi alterado para Gold Point para encorajar novos investimentos e porque o ouro era o mineral mais encontrado na localidade.Durante a Segunda Guerra Mundial todas as minas não essenciais foram encerradas, foi o que aconteceu com Gold Point.Após a guerra, a mina continuou a extrair minério, mas já não com importância anterior, até 1964, ano em que ocorreu um acidente   com uma carga de dinamite provocou a desativação definitiva da mina. Em 1967, o posto de correio encerrou  e  partir de então, temos mais uma cidade fantasma, nos Estados Unidos.
A partir de 1979, tem sido Herb Robbins (também conhecido como Sheriff Stone) quem tem feito a preservação de Gold Point e é nesta cidade fantasma que é a sede da página web http://www.ghosttowns.com onde temos acesso a informações sobre cidades fantasmas dos Estados Unidos e Canadá.

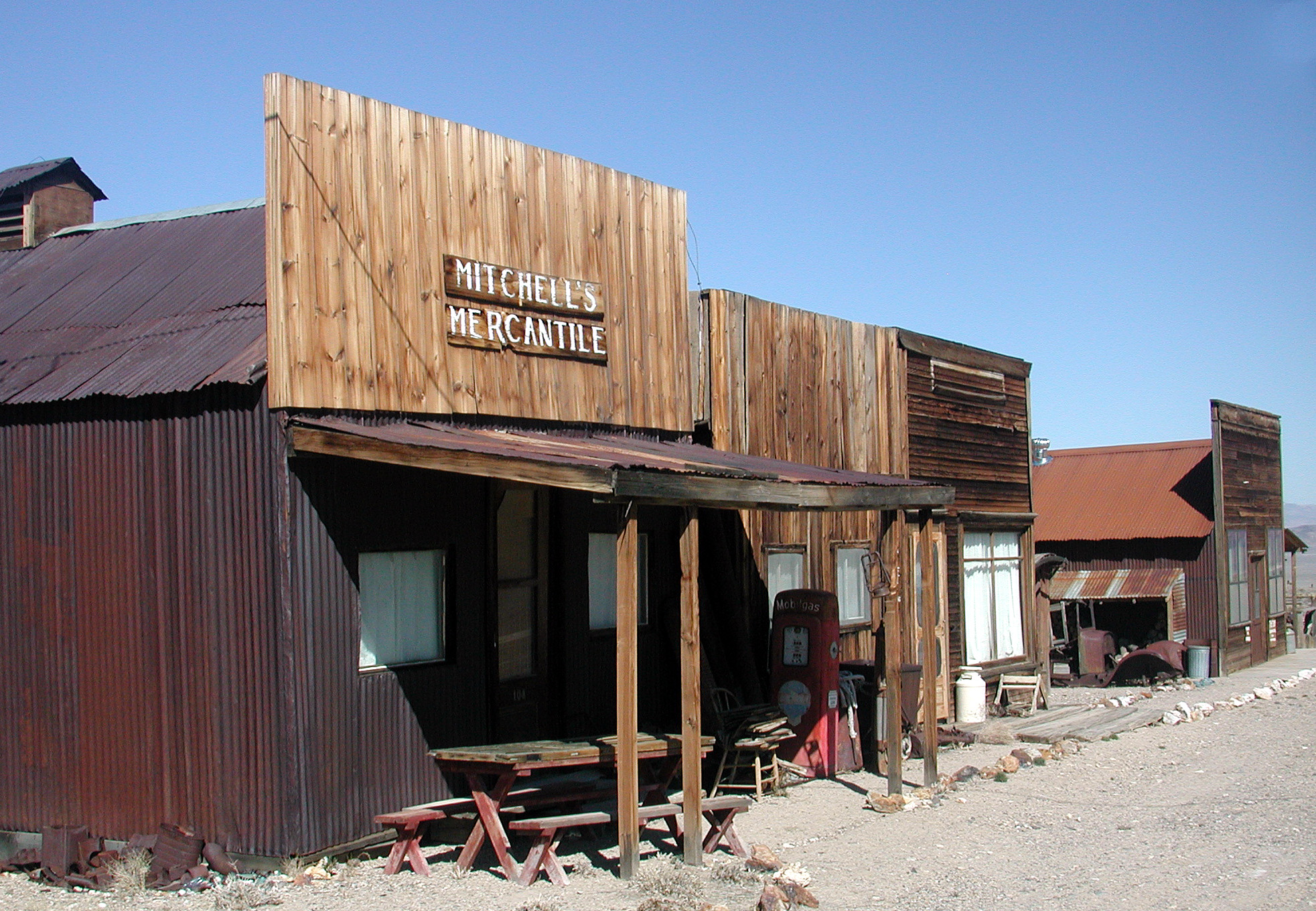
Edifícios abandonados numa rua de Gold Point

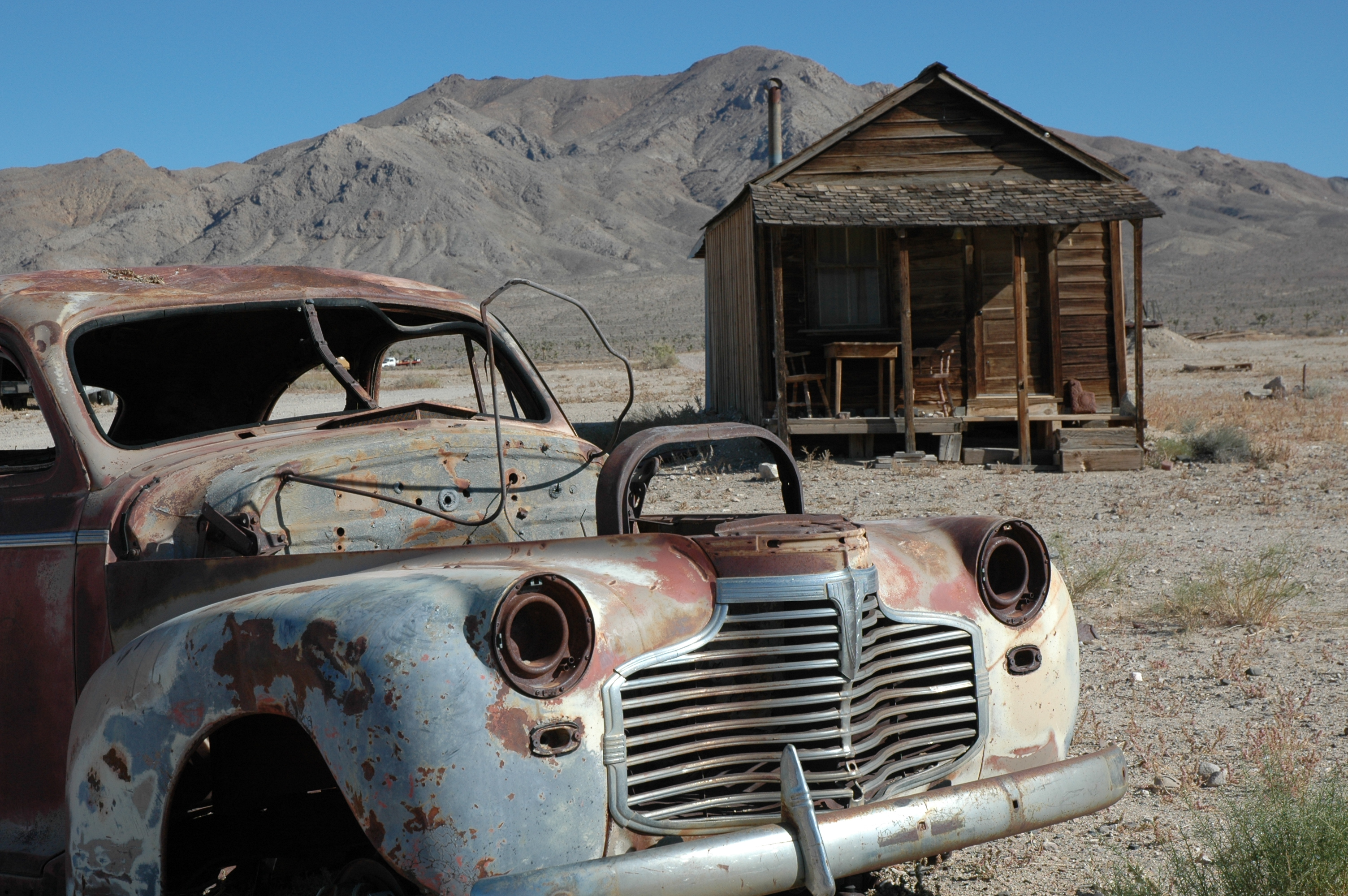
Um edifício e um automóvel abandonados em Gold Point

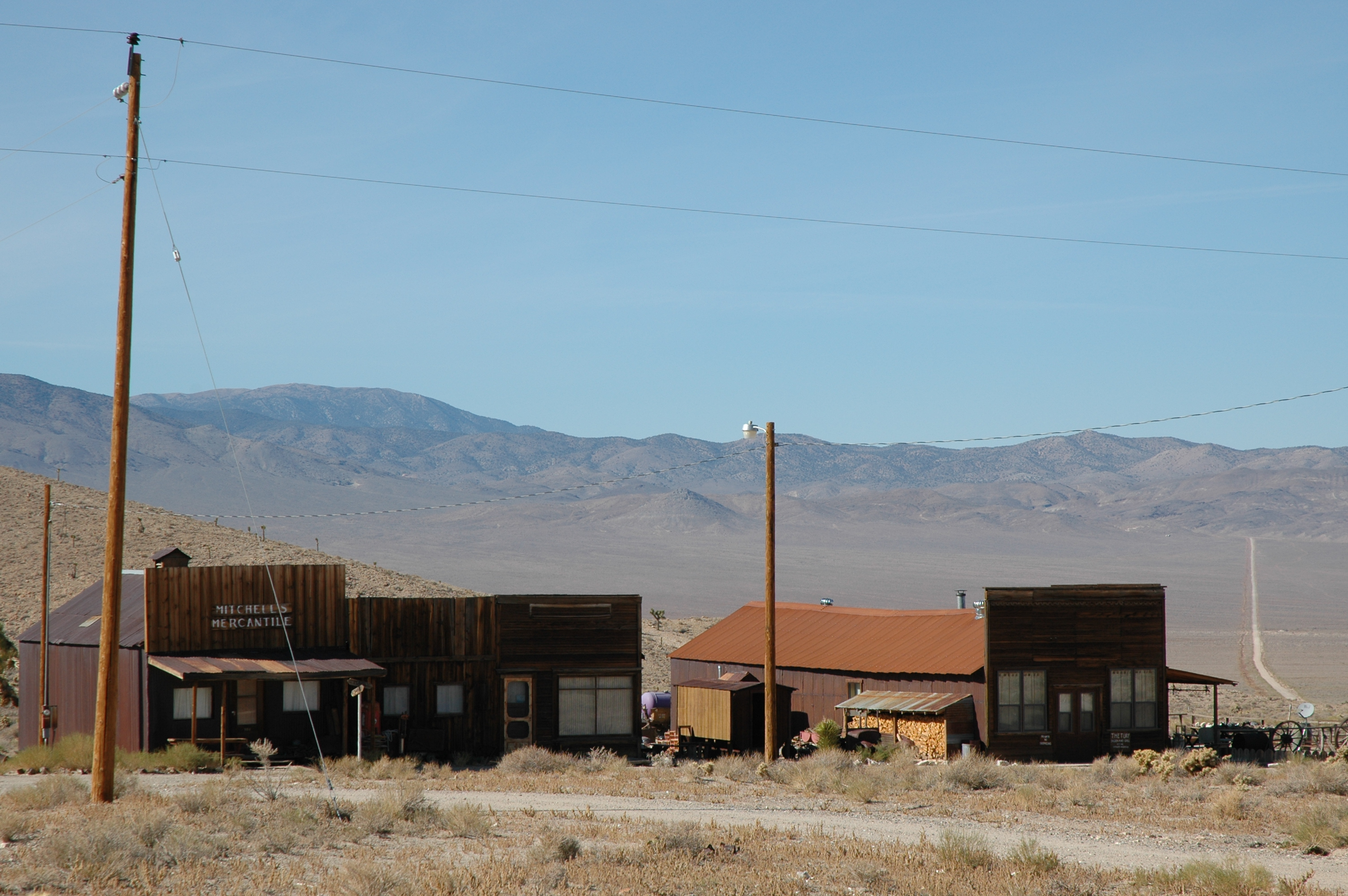
Edifícios abandonados em Gold Point que transmitem a situação de isolamento da localidade.

## Localidades próximas
- Goldfield
- Dyer
- Silver Peak